# Soul Coughing
Soul Coughing es una banda de rock alternativo formada en 1992 en Nueva York.
Es considerado un grupo de culto, debido a que divisó muchos sonidos en la influencia del grupo y formó parte del rock alternativo independiente de los años 90, a excepción de un comentario negativista de un crítico de la página Allmusic Steve Huey que lo consideraron un grupo "inculto" en la escena del rock.
Su álbum de estudio más conocido fue el de 1998 titulado "El Oso" que ganó posiciones altas en el UK Albums Chart y logró una certificación de oro.
Logró éxito gracias a los sencillos: "Rolling", "St. Louise Is Listening", "Down to This" y "Screenwriter's Blues".
El grupo se separó en marzo de 2000, pero anunció su regreso en junio de 2024.

## Integrantes

### Formación actual
- Mike Doughty - vocal, guitarra
- Mark Degli Antoni - vocal de apoyo, sintetizador
- Sebastian Steinberg - vocal de apoyo, bajo
- Yuval Gabay - vocal de apoyo, batería

## Discografía

### Álbumes de estudio
- 1994: "Ruby Vroom" (Slash Records, Warner Records)
- 1996: "Irresistible Bliss" (Slash Records, Warner Records)
- 1998: "El Oso" (Slash Records, Warner Records)

### EP
- 1995: "Screenwriter's Blues"
- 1995: "Down to This"
- 1996: "Hello Recording Club"
- 1997: "Made Especially for You by Soul Coughing"

### Compilaciones
- 1993: "Live Rarities"
- 1994: "Rennes, France 03.12.94"
- 1997: "Tokyo, Japan 03.02.97"
- 1997: "Berlin/Amsterdam 1997"
- 1999: "New York, NY 16.08.99"
- 2002: "Lust in Phaze"

### Sencillos
- "Down to This"
- "Sugar Free Jazz"
- "Screenwriter's Blues"
- "Soundtrack to Mary"
- "Super Bon Bon"
- "Soft Serve"
- "Circles"
- "St. Louise Is Listening"
- "Rolling"